# Papageorgiu Andrea
Papageorgiu Andrea (Budapest, 1980. szeptember 23. –) magyar festőművész.

## Életpályája
Magyar anyától és görög apától származó festőnő. Édesapja Papageorgiu Szteliosz grafikusművész. 1999-ben érettségizett a Szent Margit Gimnázium rajz tagozatos diákjaként. 2007-ben a Magyar Képzőművészeti Egyetemen diplomázott festő szakon, Kovács Attila tanítványaként. 2005-ben elnyerte az Amadeus Alapítvány alkotói ösztöndíját, 2007 és 2010 között az Amadeus Alkotóház tagja volt.
Papageorgiu Andrea számára a szín a legfontosabb kifejezőerő, a színek egymáshoz való viszonya, a köztük keletkező feszültségek és harmóniák érdeklik festés közben. Ezáltal a képeinek erős megszólító ereje keletkezik, az élmények intenzitása eltér a megszokott valóságtól. Minden esetben intenzív színekkel dolgozik, a hideg színek a legmeghatározóbbak a képein. A színek mellett fontos a figuralitás is, a látható, érzékelhető világ ábrázolása. Képei egyedi hangulatot, színvilágot, érzelmeket képviselnek, melyektől festészete meghatározóvá válik a kortárs képzőművészet számára. A korábbi, intenzív hatású képek helyett mostanában egyre aprólékosabban fest, művészete az eksztázis felől a hétköznapi csodák felé megy el. Vannak kedvenc témái, mint például a kocsmák, táncosok, lovak, de nem szeret sorozatban gondolkodni – saját bevallása szerint ez nem motiválja.
Budapesten él és alkot.

## Egyéni tárlatai
- 2006 – Saint Galéria, Budapest • Magyar Képzőművészeti Egyetem, Kálvária, Budapest
- 2007 – Premier Galéria, Kecskemét
- 2008 – Forrás Galéria, Budapest • Aulich Art Hamilton – Kamarakiállítás, Budapest • Szépművészeti Múzeum – Commerzbank rendezvény, Budapest
- 2010 – Forrás Galéria, Budapest
- 2011 – Artboutique, Szentendre • Premier Galéria, Kecskemét
- 2012 – Halköz Galéria, Debrecen
- 2014 – Országos Idegennyelvű Könyvtár, Budapest
- 2015 – B 01 Galéria, Bálna, Budapest
- 2017 – Piliscsabai Művészeti Galéria, Budapest
- 2017 – Hegyvidék Galéria, Budapest
- 2019 – Alföldi Galéria, Hódmezővásárhely

## Csoportos tárlatai
- 2004 – Várfok Galéria – Méreten aluli kiállítás
- 2005 – Várfok Galéria – Méreten aluli kiállítás
- 2006 – Saint Galéria – Intro Impro • Aulich Art Hamilton – Görög képzőművészek kiállítása • Hódmezővásárhelyi Őszi Tárlat • Ericsson Galéria – Magyar Képzőművészeti Egyetem festő hallgatói • Kispesti Munkásotthon – Görög képzőművészek kiállítása • Csók István Galéria – Rembrandt pályázat díjazottak kiállítása
- 2007 – Támaszpont Galéria – MS Mester tanítványok félúton • Mednyánszky Galéria – Látvány-Zónák • Ericsson Galéria – Áthatások • Magyar Képzőművészeti Egyetem – Barcsay Terem – Best of Diploma • Apropodium – Te rongyos élet • Hódmezővásárhelyi Őszi Tárlat • Mednyászky Galéria – Festészet napja – Festőnők miniben• Aulich Art Hamilton – Magyarul Európai
- 2008 – Mednyászky Galéria – Világok találkozása • Volksbank – Mosolygó Mona Lisa II. • 55. Hódmezővásárhelyi Őszi Tárlat • Olof Palme ház – "Székely Szalon" • Óbudai Művelődési Központ – T-Art Alapítvány kiállítása • Csók István Galéria – A Vásárhelyi Őszi Tárlat díjnyerteseinek kiállítása
- 2009 – Aulich Art Hamilton – Völgyi Miklós Gyűjteményes kiállítása • 56. Hódmezővásárhelyi Őszi Tárlat • Ferenczy Károly Galéria – Pécs – Cinóber csoport • Duna Televízió székház – Magyar Festészet Napja a Duna Televízióban • Volksbank – II. Munkácsy pályázat díjazottjainak kiállítása • Szép Péter gyűjteményének kiállításai: Ungarisches Kulturistitut, Stuttgart – A nagy mutatvány. Kortárs magyar művészet Szép Péter gyűjteményéből • Vision Trinitatis – Forum für zeitgenössische Kunst, Annaberg bei Chemnitz – A nagy mutatvány. Kortárs magyar művészet Szép Péter gyűjteményéből • I. Szent István Király Múzeum – Csók István Képtár, Székesfehérvár – Osztrák-magyar válogatott Szép Péter kortárs gyűjteményéből • Vízivárosi Galéria, Budapest – Szisztéma két rétegben – Válogatás Szép Péter kortárs gyűjteményéből
- 2010 – Stoll'Art Galéria – Városhatár – Létérzet – Cinóber csoport • Stoll'Art Galéria – A női lélek érzékeny hangszer, nem egy dob • 57. Hódmezővásárhelyi Őszi Tárlat • G13 Galéria – Szüret: Az Ama-ház első nemzedéke • Koller Galéria – Éjszakám, nappalom
- 2011 – Stoll'Art Galéria – SALE • Boltíves Galéria – Fű, gyep, mező • Kogart – Fürdőélet – Völgyi-Skonda gyűjtemény • Aulich Art Hamilton – Jakatics-Szabó Veronikával és Rabóczky Judittal • 58. Hódmezővásárhelyi Őszi Tárlat • Magyar Nemzeti Galéria – Doyenek és fiatalok
- 2012 – Forrás Galéria – Összetartozunk • MOM Művelődési Központ – Papageorgiu Szteliosszal • 59. Hódmezővásárhelyi Őszi Tárlat • Ferencvárosi Helytörténeti Gyűjtemény – Női vonal • Bifokalitás – Kecskemét • Magyar Nemzeti Galéria – Élő festészet
- 2013 – Symbol – Jól festenek • Halköz Galéria – Debrecen – Meztelen • REÖK-palota – Nyári Tárlat • 60. Hódmezővásárhelyi Őszi Tárlat • IX.-XI. Galéria – Hódmezővásárhelyi Őszi Tárlat díjazottak kiállítása • Próféta Galéria – Női vonal II. • REÖK-palota – Doyenek és Fiatalok • Millenáris – Art Market – Halköz Galéria
- 2014 – Halköz Galéria – Debrecen – Életképek • 61. Hódmezővásárhelyi Őszi Tárlat • Millenáris – Art Market – Halköz Galéria • Bartók 29 – Női Vonal III.
- 2015 – Art Project – Hotel RUM • 62. Hódmezővásárhelyi Őszi Tárlat • Hatvani portrébiennálé – Arcok és sorsok • Bartók 29 – Női Vonal IV. • Bálna, Budapest – Idézőjel • Millenáris – Art Market – Premier Galéria

## Külföldi csoportos tárlatai
- 2011 – Die Ernte – Szüret: Az AMA ház első nemzedéke, Klosterneuburgi Apátság, Ausztria • Giovani artisti Ungheresi, Potenza, Olaszország • Szépművészeti Múzeum – Magyar Művészet, Peking, Kína
- 2013 – Museum of Young Art – Young Art Hungary 2013, Bécs, Ausztria